# جعل الروث
خنافس الروث أو آكل الرؤْثْ أو الخوَّاثَة (أي تعيش على الخثي) أو جلالة هي خنافس تتغذى بشكل جزئي أو كامل على البراز. وكل هذه الأنواع تنتمي إلى عائلة الجعال Scarabaeoidea، وأغلبها ينتمي إلى عائلات الجعليات الفرعية Scarabaeinae وAphodiinae التي تأتي تحت العائلة Scarabaeidae. كما يمكن أن يشار إلى هذه الخنفساء كذلك باسم خنفساء الجعران. ونظرًا لأن معظم أنواع Scarabaeinae تتغذى بشكل رئيسي على البراز، فإن هذه العائلة الفرعية غالبًا ما يطلق عليها اسم خنافس الروث الحقيقية. وهناك خنافس تتغذى على الروث تنتمي إلى عائلات أخرى، مثل Geotrupidae (خنفساء الروث الثاقبة للأرض). وتضم عائلة Scarabaeinae وحدها أكثر من 5 آلاف نوع.
والعديد من خنافس الروث، والتي يطلق عليها اسم خنافس التكوير، تشتهر بتحويل الروث إلى شكل كرات مستديرة، تستخدم فيما بعد كمصدر للطعام أو غرف للفقس فيها. وهناك خنافس روث أخرى، تشتهر باسم خنافس الأنفاق، والتي تقوم بدفن الروث أينما تجده. وهناك مجموعة ثالثة، وهي الخنافس المقيمة، والتي لا تقوم بالتكوير ولا الدفن في الأنفاق: ولكنها ببساطة تعيش في الروث. وغالبًا ما يجذبها بوم الدفن التي تقوم بتجميع الروث.

## وصلات خارجية
- Feature: 'What to do with to much poo' – The success story behind the introduction of dung beetles in Australia at cosmosmagazine.com
- Beetles as religious symbols at insects.org
- Scarabaeinae Research Network, "an international group of dung beetle taxonomists, ecologists and systematists working together to establish scarabaeine dung beetles as an invertebrate focal taxon for biodiversity study and conservation"
- Dung beetles at the Australia Museum
- Catharsius نسخة محفوظة 19 فبراير 2011 على موقع واي باك مشين., an international group of specialists working on taxonomy and ecology of Western African dung beetles
- Tomas Libich, Congo dung beetle sp1 and Congo dung beetle sp2 photos
- Dung Beetles in action (video) by The WILD Foundation/Boyd Norton
- Dung Beetles in New Zealand outlines the proposed release of dung beetles in New Zealand, including background research both within New Zealand and overseas